# Aphloia theiformis
Classification APG III (2009)
Genre
Espèce
Synonymes
- Neumannia theiformis (Vahl) A. Rich.
- Prockia theiformis (Vahl) Willd.

L’Aphloia theiformis ou Change-écorce est un arbuste ou un arbre commun des forêts des Mascareignes, de Madagascar et d’Afrique de l’est, la seule espèce de la famille des Aphloiaceae.
Son nom vernaculaire vient d’une caractéristique qui permet de le reconnaître facilement : son écorce se détache par grands lambeaux sombres en découvrant des taches plus claires. À La Réunion, il est aussi appelé Goyave marron, car le goyavier a comme lui une écorce qui se détache.

## Étymologie
Ce nom a été forgé en 1770 par Philibert Commerson et signifie littéralement sans écorce (a + grec ancien φλοιός, phloiós) : c'est ce qu'avait effectivement compris le botaniste après avoir entendu le terme change écorce prononcé avec l'accent créole réunionnais.

## Description
L’Aphloia theiformis est un arbre pouvant atteindre 15 m de haut dans la forêt chaude et humide mais restant à l’état d’arbuste dans les forêts d’altitude. Ses rameaux sont rougeâtres.
Les feuilles simples, distiques, ovales, subcoriaces, dentées chez l’adulte mais profondément lobées chez les jeunes plants poussant dans les zones sèches de La Réunion.
Les inflorescences axillaires portent de 1 à 5 fleurs de taille moyenne, hermaphrodites, aux sépales blancs, circulaires, sans pétale et aux très nombreuses étamines.
La floraison s’étale sur toute l’année mais surtout durant la saison chaude.
Le fruit est une petite baie blanche et globuleuse, à la pulpe très appréciée de nombreux oiseaux.

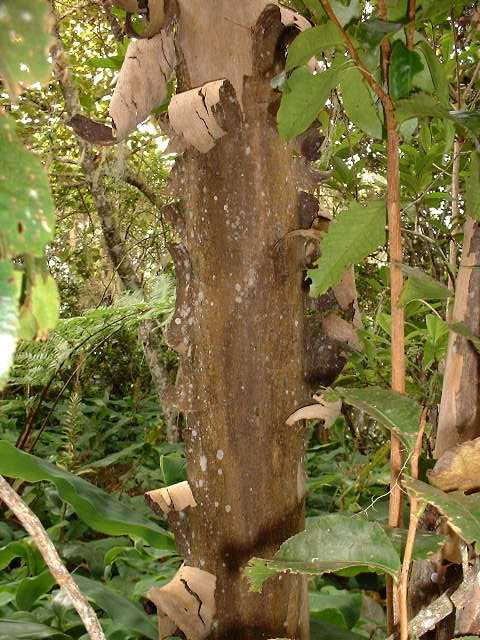
Change écorce

## Écologie
C’est un arbre de la forêt ombrophile primaire de Maurice, de Rodrigues et de la Réunion, de 0 à 2 000 m d’altitude mais aussi de la végétation secondaire et pionnière sur lave.
On le trouve à Madagascar, aux Comores, dans les Mascareignes, les Seychelles et l’Afrique orientale.

## Utilisations
Son bois sert à faire des charpentes et des bardeaux. Il est aussi utilisé comme bois de feu.
Traditionnellement utilisées à La Réunion pour traiter les fièvres, les douleurs, le paludisme, les inflammations et comme dépuratif, les feuilles sont aussi utilisées dans l'île Maurice comme fébrifuge.
Dans la pharmacopée de Madagascar, l'écorce sert d'émétique et les feuilles servent à faire une infusion rafraîchissante; les jeunes feuilles sont réputées efficaces contre l'hématurie (sang dans les urines), les feuilles anciennes contre les rhumatismes.
Les études phytochimiques ont révélé dans les feuilles la présence de saponines et de xanthone.

### GenreAphloia
- (en) Madagascar Catalogue : Aphloia
- (en) NCBI : Aphloia (taxons inclus)
- (en) GRIN : genre Aphloia  (DC.) Benn. (+liste d'espèces contenant des synonymes)

### EspèceAphloia theiformis
- (en) Madagascar Catalogue : Aphloia theiformis
- (en) Madagascar Catalogue : Prockia theiformis
- (en) Tree of Life Web Project : Aphloia theiformis
- (en) JSTOR Plants : Aphloia theiformis (Vahl) Benn.
- (en) NCBI : Aphloia theiformis (taxons inclus)
- (en) GRIN : espèce Aphloia theiformis  (Vahl) Benn.
- T. Pailler, L. Humeau, J. Figier, Flore pratique des forêts de montagne de l’île de La Réunion, Azalées éditions, 1998
- CIRAD Arbres, arbustes de La Réunion